# Farah Ahmed
Farah Ahmed Alí (Melilla, 1981) es una modelo española.
Su familia y ella son de religión musulmana (Forman parte de la etnia bereber), cabe destacar que Farah es la mayor de sus cuatro hermanos.
Con 14 años inicia su trayectoria en el mundo de la moda. En 2003 es nombrada Miss Mellilla y se convierte en la primera mujer musulmana que representa a una ciudad española en un certamen de belleza.
En 2004, participó en Miss España donde fue la segunda Dama de Honor. Además, representó a España en el certamen de Miss Europa 2005. Poco después, se trasladó a vivir a Madrid y en el año 2006 fue protagonista de una adaptación teatral de la serie "Mujeres desesperadas", bajo el título "Seis mujeres desesperadas". También hay que destacar, en ese mismo año participó en el programa de TV de Telecinco; Esta cocina es un infierno en la que acabó siendo finalista, después de su experiencia televisiva fue la portada de la revista masculina Sie7e.